# Óscar Mas
Óscar Antonio „Pinino“ Mas Magallán (* 29. Oktober 1946 in Villa Ballester) ist ein ehemaliger argentinischer Fußballspieler.

## Karriere

### Vereinskarriere
Óscar Mas spielte die meiste Zeit seiner fußballerischen Laufbahn bei River Plate in Argentiniens Hauptstadt Buenos Aires. Von 1964 bis 1973 und von 1974 bis 1977 machte er insgesamt 382 Ligaspiele in der Primera División, Argentiniens höchster Spielklasse im Fußball, und erzielte dabei 198 Treffer. Damit ist er der zweitbeste Torschütze in der Geschichte des Vereins, einzig Ángel Labruna war mit 293 Ligatoren noch erfolgreicher. Mit River Plate, wo er unter anderem mit anderen argentinischen Fußballgrößen der damaligen Zeit wie etwa Ubaldo Fillol, Norberto Alonso oder Ermindo Onega zusammenspielte, gewann Mas zweimal die argentinische Meisterschaft. 1975 wurde sowohl der Nacional als auch der Metropolitano-Wettbewerb gewonnen. Fünf Jahre zuvor, 1970, war Mas bereits Torschützenkönig der Primera División im Metropolitano-Wettbewerb geworden. Dies gelang ihm 1973 ein zweites Mal. 1970 schoss er auch die meisten Tore in der Copa Libertadores, dem wichtigsten Wettbewerb für Vereinsmannschaften in Südamerika, während River im Halbfinale am späteren Sieger Estudiantes de La Plata scheiterte. Während seiner gesamten Karriere konnte Óscar Mas nie die Copa Libertadores gewinnen, Rivers erster Libertadores-Titel datiert erst aus dem Jahr 1986, als Mas seine Karriere gerade beendet hatte.

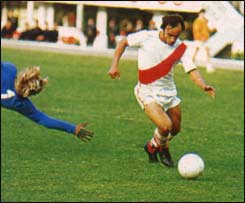
Óscar Mas in den 1960er-Jahren im Dress von River

Neben seinem Engagement bei River Plate war Óscar Mas auch ein Jahr in Europa beim spanischen Nobelverein Real Madrid tätig. In der Primera División Spaniens 1973/74 wurde aber nur ein achter Platz sowie der Pokalsieg erreicht, während der ewige Rivale FC Barcelona die Meisterschaft gewann. Mas wurde in vierundzwanzig Ligapartien eingesetzt und kam zu elf Toren. Nach Ende der Saison 1973/74 ging er zurück zu River Plate. Nach seinem zweiten Abschied von River 1977 spielte Mas noch für América de Cali in Kolumbien sowie einige regionale argentinische Vereine wie Quilmes AC, wo er 1979 im ersten Jahr nach deren erster Meisterschaft unter Vertrag stand, aber nur sieben Spiele machte, Defensores de Belgrano oder CA Sarmiento. Große Erfolge konnten jedoch nicht gefeiert werden. 1985 beendete Óscar Mas seine aktive Laufbahn im Alter von 39 Jahren im Trikot von Huracán Las Heras.

### Nationalmannschaft
Óscar Mas wurde zwischen 1965 und 1972 in 37 Länderspielen der argentinischen Fußballnationalmannschaft eingesetzt, wobei ihm zehn Torerfolge gelangen. Von Argentiniens Nationalcoach Juan Carlos Lorenzo wurde der Stürmer in den Kader für die Fußball-Weltmeisterschaft 1966 in England berufen. Im Laufe des Turniers wurde Mas in allen vier Spielen seiner Mannschaft eingesetzt, zu Toren kam er allerdings nicht. Das argentinische Team wurde Zweiter in der Gruppe 2 hinter Deutschland und vor Spanien und der Schweiz und scheiterte schließlich im Viertelfinale, ein Achtelfinale gab es damals noch nicht, am späteren Weltmeister und Gastgeber England. Im Jahr darauf nahm Óscar Mas mit der Nationalmannschaft seines Heimatlandes am Campeonato Sudamericano 1967 in Uruguay teil und wurde Zweiter hinter dem Ausrichter. Zwanzig Jahre später nahm er am Pelé-Cup teil.